# Landisacq
 Landisacq  es una población y comuna francesa, situada en la región de Baja Normandía, departamento de Orne, en el distrito de Argentan y cantón de Flers-Sud.

## Demografía
| 504 | 503 | 434 | 679 | 765 | 750 |
| Para los censos de 1962 a 1999 la población legal corresponde a la población sin duplicidades (Fuente: INSEE [Consultar]) |     |     |     |     |     |